# Ernst Barlach
Ernst Barlach (Wedel, Slesvig-Holstein, 2 de gener de 1870 – Rostock, 24 d'octubre de 1938) va ser un escultor, impressor i escriptor expressionista alemany. Encara que va donar suport a la guerra durant els primers anys de la primera Guerra Mundial, la seva participació en la guerra va anar canviant de posició, fins a acabar sent molt conegut per les seves escultures de protesta contra la guerra. Aquestes obres crearen molts conflictes davant del Partit Nazi els quals gran part d'elles les confiscaren com a art degenerat.

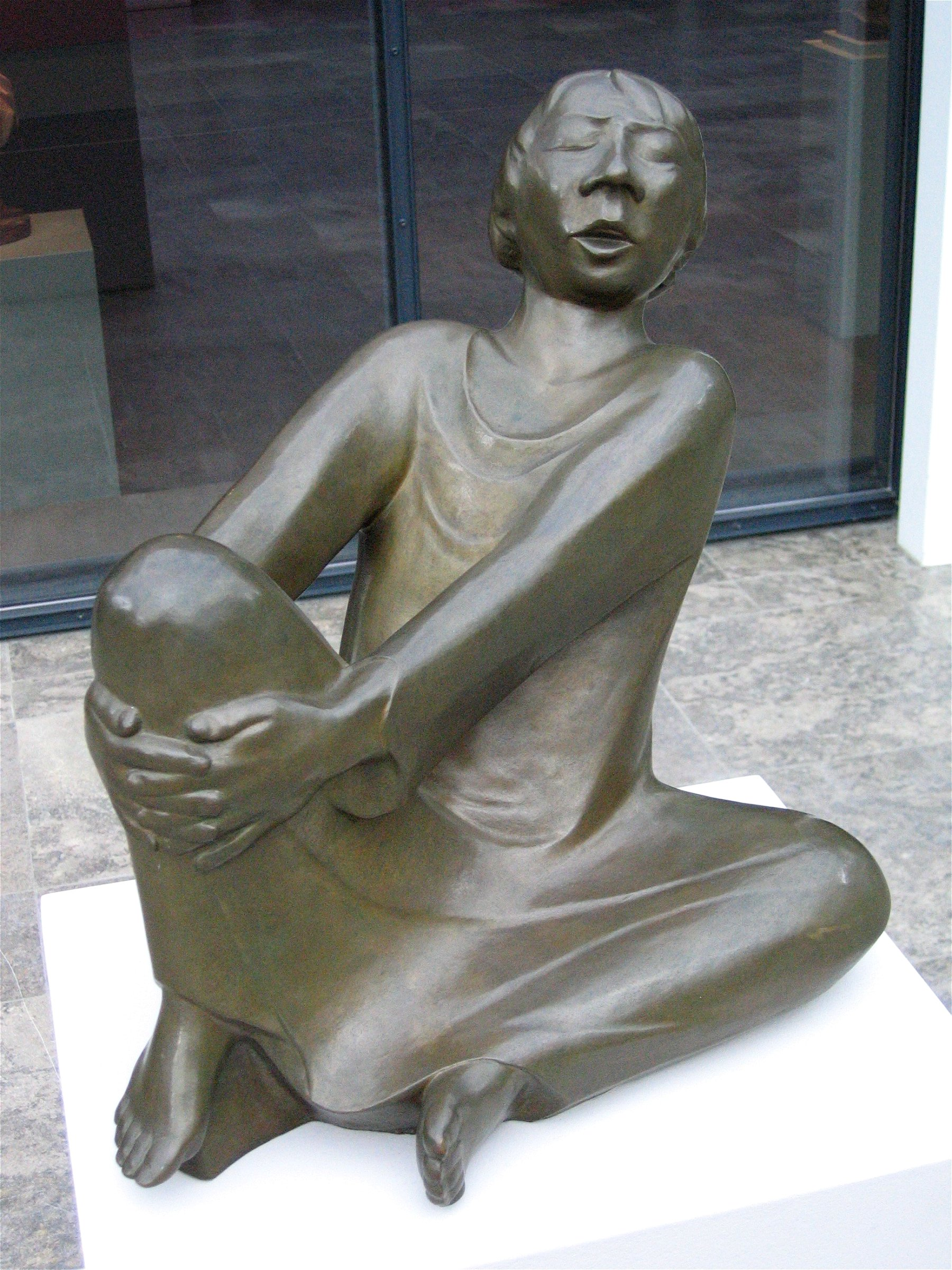
L'home cantant, 1928.

## Obres
- 1894 Die Krautpflückerin
- 1908 Sitzendes Weib (Dona asseguda), Nürnberg
- 1914 Der Rächer
- 1917 Der tote Tag (El dia de la mort Dead Day, obra)
- 1919 Der arme Vetter (El pobre cosí Cousin, play)
- 1920 Die Wandlungen Gottes: Der Gotliche Bettler (Transfiguració de Déu: Tercer Dia)
- 1921 Die echten Sedemunds
- 1924 Die Sintflut (La inundació, obra)
- 1926 Der blaue Boll
- 1927 Güstrower Ehrenmal (cenotafi de Güstrow), Güstrow
- 1927 Der schwebende Engel
- 1928 Der singende Mann (L'home cantant, Nürnberg
- 1928 Der Geistkämpfer (El fantasma lluitador), Kiel
- 1929 Magdeburger Ehrenmal (cenotafi de Magdeburg), Catedral de Magdeburg, Magdeburg
- 1930 Bettler auf Krücken
- 1931 Hamburger Ehrenmal (cenotafi d'Hamburg), Hamburg
- 1936 Der Buchleser (El llibre lector), Schwerin

## Museu
Casa Ernst Barlach al parc Jenisch a Othmarschen (Hamburg)

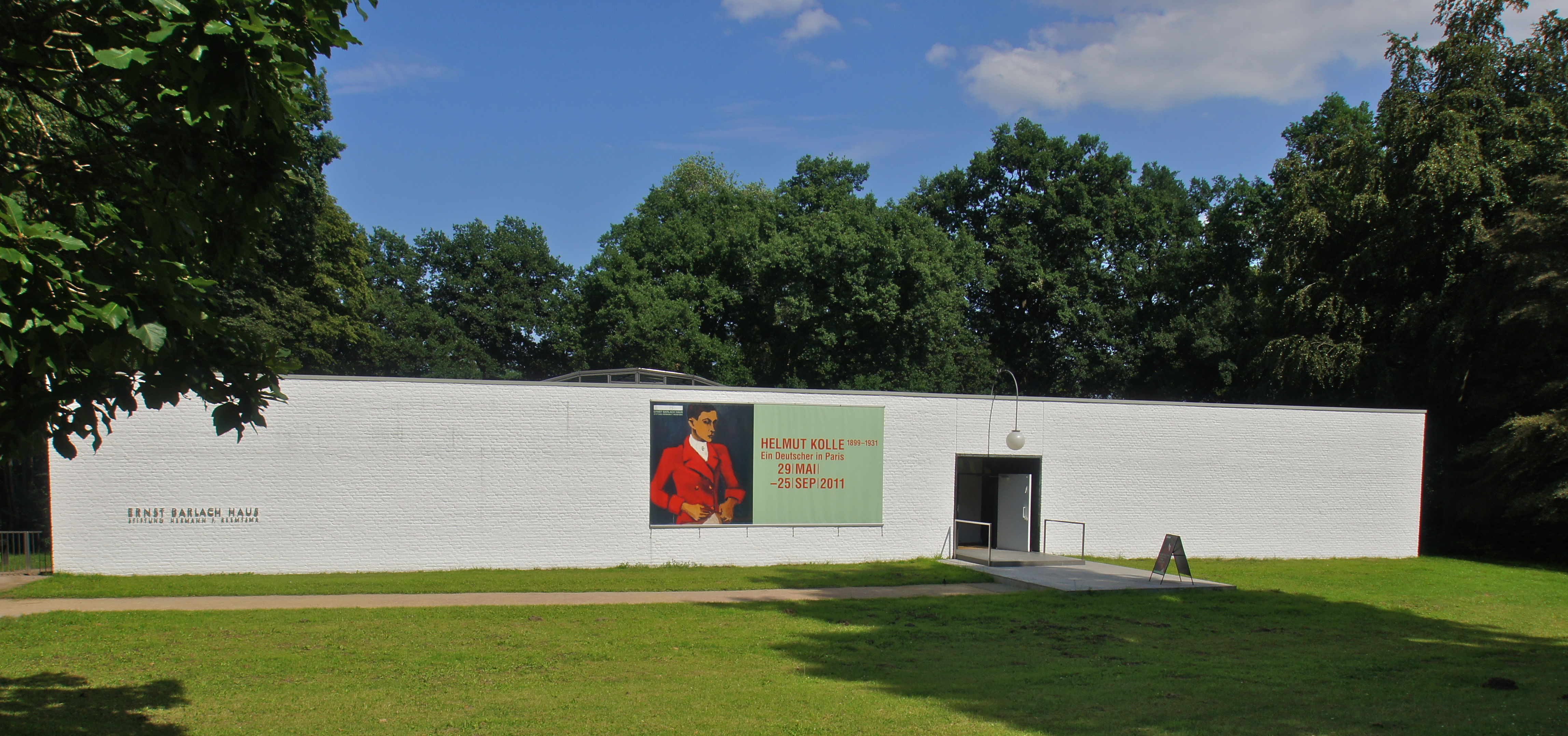
Casa Ernst Barlach a Hamburg